# Maria Lindgren
Ska ej blandas ihop med Marie Lindgren, freestyleåkare.

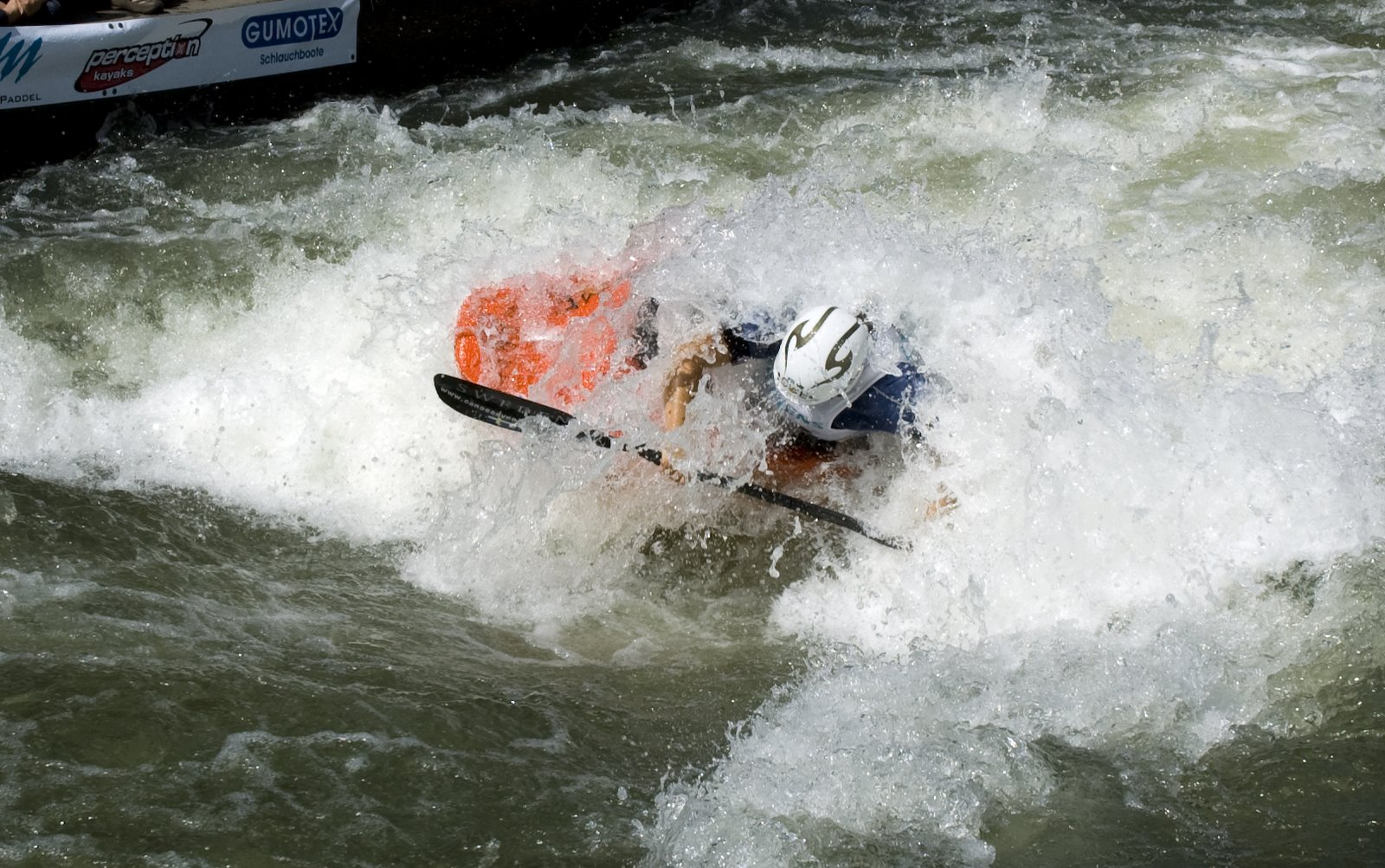
Maria Lindgren gör en cartwheel.

Maria Lindgren, född 1984 är en svensk forspaddlare från Tavelsjö. Lindgren tävlar för Åmsele Forspaddlare i Åmsele och var medlem i Svenska freestyle-landslaget 2000-2013. Hon tävlar främst i grenen Freestyle men även inom kajakcross, slalom och störtlopp. Lindgren är medlem i team Sandiline.

## Resultat

### Internationella resultat
- 2:a Tyskland, Totala Världscupen 2010
- 11:a - Thun, Schweiz, VM 2009
- 3:a - Augsburg, Tyskland, Världscup 2, 2008
- 5:a - Världscupen 2008
- 2:a - Europacupen 2007
- 10:a - Bus Eater, Kanada, VM 2007
- 5:a  - Sort, Spanien, JVM 2001

### Svenska resultat
- 10 gånger vinnare av SM; 2001, 2002, 2003, 2004, 2007, 2008, 2009, 2010, ?, 2018.
- 5 gånger vinnare av Sverige cupen; 2002, 2003, 2004, 2007, 2008.
- 2 gånger vinnare av Sverige cupen i Kajakcross; 2007, 2008.
- 3 gånger vinnare av total-SM (kajakcross, freestyle, slalom & störtlopp). 2008, 2009, 2010.
- 2 gånger vinnare av priset guldpaddeln för bästa forspaddlingsprestation; 2007, 2008.